# Parque Quase-Nacional Echigo Sanzan-Tadami
O Parque Quase-Nacional Echigo Sanzan-Tadami é um parque quase-nacional localizado nas prefeituras japonesas de Fukushima e Niigata. Estabelecido em 15 de maio de 1973, tem uma área de 86 129 hectares.